# Der große König
Der große König ist ein deutscher propagandistischer Monumentalfilm von Veit Harlan aus dem Jahr 1942. Der Film wurde im Auftrag von Joseph Goebbels gedreht und sollte während des Zweiten Weltkriegs zum psychologischen Aufbau der Bevölkerung dienen. Der Film wird als letzter der sogenannten Fridericus-Rex-Filme gezählt, Historienspielfilme um die Person des preußischen Königs Friedrich II. zwischen 1923 und 1942.

## Handlung
Die Handlung spielt zwischen 1759 und 1763: In der Schlacht bei Kunersdorf flieht die preußische Armee vor der österreichischen Übermacht und wird vollständig zerschlagen. Preußens König, Friedrich II., genannt der Große, ist verzweifelt. Sein persönliches Umfeld rät zur Kapitulation, doch der Monarch entscheidet sich für den Kampf bis zum Sieg, allen Widrigkeiten und persönlichen Schicksalsschlägen zum Trotz.
Zur gleichen Zeit lernt der preußische Feldwebel Paul Treskow die Müllerstochter Luise kennen, die verwundete Soldaten pflegt. Beide verlieben sich ineinander und heiraten. In der Schlacht von Torgau gibt der auf Beobachtungsposten stehende Treskow eigenmächtig das Signal für eine Kavallerieattacke und rettet den Preußen so den Sieg. Vom erstaunten König wird er für sein befehlswidriges Verhalten jedoch bestraft. Der darüber tief erschütterte Treskow begehrt auf und verspielt so die vom König – ohne Wissen Treskows – schon angeordnete Beförderung zum Leutnant. Das Verhalten des Königs erklärt der Film aus der preußisch-deutschen Militärdoktrin, wonach Ungehorsam bestraft, besondere Tapferkeit und Umsicht aber belohnt werden müssen. Der König: „Drei Tage (ans Rad einer Kanone gefesselt) muss er haben, Disziplin muss sein. Aber ich will es belohnen, wenn meine Soldaten entschlossen und selbständig handeln.“
Der einstige Mustersoldat Treskow verbittert über des Königs an ihm statuierte „Gerechtigkeit“. Er ergeht sich wiederholt in Disziplinlosigkeiten und verliert beinahe das Vertrauen seines Regimentskommandeurs (gemäß dem hier unpreußisch nachsichtigen Drehbuch entgeht Treskow aber der Degradierung und bleibt bis zu seinem Tod Feldwebel). Gemeinsam mit dem aus dem Rheinland stammenden Musketier Spiller, von Anbeginn ein Prototyp des ewig meckernden Defätisten, will er sogar desertieren. Luise erinnert Treskow jedoch an seine Pflicht gegenüber den Kameraden, und so zieht er mit seinem Regiment aus zur Belagerung von Schweidnitz. Treskow stirbt in der siegreichen Schlacht den „ehrlichen“ Soldatentod im Angesicht des Königs, Spiller aber wird als Fahnenflüchtiger gefasst und auf Befehl des Herrschers füsiliert. Luise bleibt mit dem gemeinsamen Kind zurück.
Doch auch Preußens König steht nun allein, im Krieg sind viele seiner Freunde und Verwandten gestorben. Preußen aber ist gerettet – dank der Opferbereitschaft seiner Bewohner und ihres Herrschers.

## Hintergrund
- Zur Zeit des Drehbeginns am 24. September 1940 war infolge des Hitler-Stalin Paktes filmisch eine positive Darstellung Russlands geboten. Nach Deutschlands Überfall auf die Sowjetunion im Sommer 1941 musste die Darstellung des russischen Militärs nunmehr ins Gegenteil verkehrt werden. Bereits fertiggestellte Szenen, die den russischen Anteil am preußischen Sieg darstellten, wurden neu gedreht. Insbesondere die Figur des russischen Generals Czernitscheff driftete nun in ein Negativklischee ab (siehe unten).

- Die Uraufführung war am 3. März 1942, im Berliner Ufa-Palast am Zoo. Zu diesem Zeitpunkt stand Deutschland im Krieg nicht nur mit Großbritannien, sondern auch der Sowjetunion und den USA. Angesichts des deutschen Scheiterns in der Luftschlacht um England und beim Blitzkrieg gegen die Sowjetunion wich in der deutschen Bevölkerung der Glauben an ein rasches Kriegsende erster Skepsis. Eine Reihe erster Luftangriffe auf deutsche Städte hatte die Verwundbarkeit der Zivilbevölkerung demonstriert. Drei Wochen nach der Premiere kennzeichnete der britische Luftangriff auf Lübeck am 29. März 1942 den Beginn des Flächenbombardements deutscher Städte. Obwohl der Krieg zur Zeit des Filmstarts trotz allem nicht verloren schien, nahm die „Jetzt-erst-recht“-Haltung des Großen Königs die Durchhalteparolen der späteren Kriegsjahre bereits vorweg. Das Publikum wurde auf eine längere Kriegsdauer und kommende Härten eingestimmt.

- Szenen mit Österreichs Herrscherin Maria Theresia (verkörpert von Auguste Pünkösdy), Frankreichs König Ludwig XV. (Ernst Fritz Fürbringer), und dessen Geliebter, Madame de Pompadour (Lola Müthel) wurden entfernt.

- Mit Produktionskosten von 4.779.000 Reichsmark zählte Der große König zu den bis dahin teuersten Filmen des NS-Regimes. Veit Harlan notiert in seinen Memoiren, er habe bei den Schlachtszenen über echte Soldaten und 5.000 Pferde verfügen können.

- Otto Gebühr spielt hier das letzte Mal die Rolle des Preußenkönigs. Ursprünglich war für diesen Film Werner Krauß vorgesehen, da Gebühr bereits zu alt erschien. Allerdings befürchtete man, dass das Publikum eine Umbesetzung der Rolle nicht akzeptieren würde.

- Propagandaminister Joseph Goebbels ordnete an, dass jede Ähnlichkeit zwischen Friedrich dem Großen und Adolf Hitler zu vermeiden sei. Dies wurde allerdings kaum beachtet, und so kann man aus heutiger Sicht viele Parallelen zu Hitler feststellen (Wutausbrüche, Reden etc.). Hitler selbst war von dem Film in höchstem Maße begeistert.

- Da bei den meisten vorigen Historienfilmen die Zuschauer bei Massenschlachten kaum erkennen konnten, welche Armee welche war, legte Veit Harlan in diesen Film großen Wert darauf, dass die Österreicher stets von rechts und die Preußen von links angriffen. Außerdem bekam jede Armee ihr eigenes musikalisches Thema, welches bei der jeweiligen Kameraansicht gespielt wurde.

- Unmittelbar nach der Kapitulation der Wehrmacht des Deutschen Reiches im Jahr 1945 wurde die Aufführung des Films vom Alliierten Kontrollrat verboten. Die Auswertungsrechte hält die Friedrich-Wilhelm-Murnau-Stiftung inne. Für eine leicht gekürzte Fassung von 116 Minuten Länge liegt eine FSK-Freigabe vor: freigegeben ab 12 Jahren.

- Ausschnitte der Schlachtszenen wurden 1949 für den DEFA-Opernfilm Figaros Hochzeit sowie 1985–1987 für die sechsteilige DEFA-Serie Sachsens Glanz und Preußens Gloria verwendet.

## Manipulation historischer Fakten
- Trotz der im Vorspann gegebenen Versicherung, der Film halte sich „in seinen wesentlichen Szenen streng an die historischen Tatsachen“, zeigt er einen problematischen Umgang mit dem wirklichen Geschehen. Die mit Preußen verbündeten Engländer finden keinerlei Erwähnung, die Gegner Preußens werden stereotyp präsentiert: die Österreicher als überheblich, die Russen verschlagen und nur am eigenen Vorteil interessiert. Die Franzosen werden nur in einigen Nebensätzen gestreift.

- Der Anteil der russischen Armee an der preußischen Niederlage bei Kunersdorf wird nahezu gänzlich unterschlagen. In einer kurzen Szene befiehlt der österreichische Befehlshaber Laudon, „(der russische General) Czernitscheff soll mit seinen Kosaken zur Attacke antreten“. Am Kampfgeschehen beteiligt gezeigt werden indes nur (die weiß uniformierten) Österreicher. Tatsächlich aber waren es nicht die Österreicher, sondern (grün uniformierte) russische Truppen – unterstützt von österreichischer Artillerie – die am Kunersdorfer Kirchhof und am sogenannten Judenberge und Spitzberg die angreifenden Preußen aufrieben und dann in die Flucht schlugen. Die für die Preußen fast schon gewonnene Schlacht ging letztlich auch nicht wegen angeblicher Feigheit der eigenen, erschöpften Truppen verloren, sondern wegen deren Überforderung durch die überambitionierte Strategie ihres Königs. Erst in einer späteren Szene thematisiert Friedrichs Bruder, Prinz Heinrich der Ältere, den russischen Anteil an Preußens Niederlage bei Kunersdorf etwas ausführlicher.

- Unerwähnt bleibt, dass der russische General Saltykow nach Kunersdorf bewusst auf eine Verfolgung der Preußen und damit auf deren vollständige Vernichtung verzichtet hatte, da seiner Ansicht nach die Russen schon „genug für Habsburg geblutet“ hätten. Der Film charakterisiert ihn als Intriganten, der gemeinsam mit General Czernitscheff seine eigenen Interessen verfolgt.

- Der russische Generalleutnant Czernitscheff (siehe oben) erscheint im Film als das Abziehbild eines verschlagenen, letztlich aber einfältigen Russen (Filmzitat: „Die Russen sind nicht klug, aber schlau“). Der historische Tschernyschow war der Befehlshaber einer Armee von 20.000 Mann, die nach dem Tod Zarin Elisabeths deren Nachfolger Zar Peter III. als Hilfskorps dem Preußenkönig unterstellt hatte. Nach Zar Peters baldiger Absetzung erreichte ihn am 19. Juli 1762 der von Zarin Katharina der Großen angeordnete Rückzugsbefehl. Tschernyschow verzögerte den Abmarsch um drei Tage. Damit band er die Aufmerksamkeit österreichischer Truppen und begünstigte so den preußischen Sieg in der Schlacht bei Burkersdorf am 21. Juli 1762. Ob persönliche Bewunderung für den Preußenkönig oder dessen absehbarer Dank den Ausschlag für Tschernyschows Verhalten gab, ist unklar. In Der große König hegt Friedrich II. von Anbeginn Zweifel an der Aufrichtigkeit Tschernyschows und hält ihn so lange in Haft, bis die Schlacht geschlagen ist.

- Historisch falsch ist die gezeigte russische Unterstützung zugunsten Preußens bei der Belagerung von Schweidnitz. Die russische Armee leistete passive Hilfe in der Schlacht bei Burkersdorf, mehrere Monate vorher (siehe oben). Die im Film thematisierte Aufhebung russischer Angriffsbefehle gegen die Österreicher durch den Preußenkönig hätte gewiss nicht in dessen Macht gelegen, zumal Tschernyschow von Beginn an nur passive Unterstützung leisten durfte, um Zarin Katharina nicht zu verärgern. Ebenso wenig verbürgt sind die geschilderten Pläne der russischen Generale Tschernyschow und Saltykow, im Fall einer Schwäche des Preußenkönigs zu den Österreichern überzulaufen. Dies hätte gegen die neue politische Linie Zarin Katharinas verstoßen, Russland ganz aus dem Krieg zu lösen.

- Neben der Manipulation des Haupthandlungsstrangs ist der freizügige Umgang mit historischen Details auffällig. Das zu Filmbeginn wegen seines militärischen Versagens mit Verlust des Uniformschmucks (Tressen) und Seitenwaffen (Mannschaftssäbel) bestrafte Infanterieregiment Bernburg (eigentlich: Anhalt-Bernburg, altpreuß. Inf.-Reg. 3) verlor die Gnade seines Königs einst tatsächlich, doch nicht bei Kunersdorf, sondern während der vergeblichen Belagerung Dresdens im Juli 1760. Der damalige Regimentskommandeur, Franz Adolf Prinz v. Anhalt-Bernburg, erschoss sich anschließend keineswegs, sondern brachte es noch bis zum Generalleutnant. Zuvor noch hatte sich sein Regiment, kaum drei Wochen nach der Degradierung, in der Schlacht bei Liegnitz vollständig rehabilitiert (und nicht erst, wie im Film gezeigt, später in der Schlacht von Torgau).

- Die Rettung der Schlacht von Torgau zugunsten Preußens durch einen Feldwebel (verkörpert durch die Filmfigur Treskow) ist erfunden. Ein ähnliches selbstbestimmtes Eingreifen in bedrohlicher Situation wird jedoch einem der Adjutanten Friedrichs II., Generalmajor Hans Friedrich von Krusemark, zugesprochen. Dieser soll eine fehlgeleitete preußische Kavallerieattacke korrigiert haben. Die angebliche Aktion Krusemarks ist allerdings nicht exakt durch Quellen belegt.

- Das im Film gezeigte, angeblich von den Habsburgern beauftragte Giftattentat auf Friedrich II. mittels heißer Schokolade ist historisch umstritten. Der Legende nach war es aber nicht der französische Koch des Königs (wie im Film dargestellt), sondern ein ehemaliger Kammerhusar und Diener namens Glasow, der dem König die Schokolade anbietet. Anders, als der Film suggeriert, forderte die Aktion indes kein Menschenleben, da Glasow den König im letzten Moment gewarnt haben soll. Verbürgt ist, dass Glasow 1757 in der Festung Spandau eingekerkert wurde und ein Jahr darauf verstarb. Grund der Inhaftierung war jedoch kein Giftanschlag, sondern Glasows angebliche Nutzung des königlichen Siegels für private Zwecke.

- Nicht wahrheitsgemäß ist der Besuch Prinz Heinrichs des Jüngeren im königlichen Feldlager. Im Film dargestellt von einem 17-jährigen Schauspieler, war der Prinz im Jahr 1759 erst zwölf Jahre alt; Friedrich hatte seinen 1762 geäußerten Wunsch, sich ihm anzuschließen, wegen seiner Jugendlichkeit abgelehnt, auch starb sein Lieblingsneffe nicht während des Siebenjährigen Krieges, sondern vier Jahre nach dessen Ende. Die Verlegung dieser historischen Episode in die Zeit der Filmhandlung stellt einen dramaturgischen Kniff dar, der des Königs private, „weiche“ Seite zeigt. Gleichzeitig wird vermittelt, dass der Monarch seine eigenen Gefühle stets zugunsten seiner Verpflichtungen als Staatsmann hintanstellt: Friedrich II. versagt sich den Besuch an Heinrichs Sterbebett, da er sich auf eine Schlacht vorbereiten muss.

- Militärhistorisch unkorrekt ist die Darstellung des Fähnrichs Niehoff als Fahnenträger. Dies war zur Zeit des Siebenjährigen Krieges bereits Aufgabe des niederrangigen Freikorporals, nicht mehr die des Fähnrichs als niederstem Offizier. Dass Niehoff aber Letzteres ist, zeigt seine Uniform, die alle Attribute eines Offiziers aufzeigt: Offiziersschärpe, Degen mit Portepee, Hut mit Tresse (ihm fehlt indes, wie allen dargestellten preußischen Offizieren, der Ringkragen als obligatorisches Dienstabzeichen). Die Filmmacher haben also nicht etwa die Dienstgradbezeichnung „verwechselt“, sondern die Funktion Niehoffs.

- Unwahrscheinlich dürfte die geschilderte Duz-Freundschaft zwischen Feldwebel Treskow und Fähnrich Niehoff sein. Ersterer ist ein Unteroffizier aus einfachen Verhältnissen, letzterer ein Offizier, von bürgerlicher Abstammung. Freundschaften über soziale Schranken hinweg im 18. Jahrhundert selten, in der preußischen Militärhierarchie waren sie bis ins 20. Jahrhundert hinein gänzlich unerwünscht.

- Weitere militärhistorische Fehler: Die in der Schlachtepisode von Kunersdorf gezeigte Verwendung eines Trompeters in der preußischen Infanterie; das Signalgeben oblag hier den Trommlern (bei den Fußjägern den Hornisten, in der Kavallerie den Trompetern). Die österreichische Artillerie war nicht weiß, sondern braun uniformiert.

- Chronologisch falsch ist die Feier zum 50. Geburtstag Friedrichs II. Der Preußenkönig wurde am 24. Januar 1712 geboren, im Film feiert er aber kurz vor Eroberung von Schweidnitz (9. Oktober 1762).